# الدوري البلغاري الممتاز 1949
الدوري البلغاري الممتاز 1949 (بالبلغارية: „А“ група 1948/49)‏ هو الموسم 25 من الدوري البلغاري الممتاز. أقيم خلال الفترة 9 أكتوبر 1948 وحتى 17 يوليو 1949، وأشرف على تنظيمه اتحاد بلغاريا لكرة القدم، وكان عدد الأندية المشاركة فيه 10، وفاز فيه ليفسكي صوفيا.